# آدم يشاري
ولد آدم يشاري (28 نوفمبر، 1955 - 7 مارس، 1998)في بريشتينا عاصمة دولة كوسوفا الديمقراطية، كان جنرالا في قوات جيش تحرير كوسوفا وكان يحظى باحترام الألبان بسبب قتاله ومقاومته في سبيل استقلال كوسوفا عن صربيا التي عدته إرهابيا ويعتبر يشاري بطل قومي في ألبانيا.

## خلفيته
والده كان معلما يدعى شعبان مولده في 28 نوفمبر يتوافق مع يوم استقلال ألبانيا ويوم العلم الألباني.

## عمله
في 2 يوليو 1990 أعلن برلمان كوسوفا انضمامه كجمهورية سابعة في يوغسلافيا وأعلن دستورا جديدا سرعان ما انظم يشاري إلى المتطوعين في جمهورية ألبانيا لتشكيل ما بات يعرف باسم جيش تحرير كوسوفا.
قاتلت عائلة يشاري اليوغسلاف الصرب من بداية التسعينات لكن هذا الأمر ظل مخفيا من قبل الساسة الألبان المعتدلين ومن قبل حكومة بلغراد بهدف الحفاظ على الحالة السياسية الموجودة في حينه. في صبيحة 30 ديسمبر 1991 قامت القوات الاتحادية اليوغسلافية بتطويق منزل آدم يشاري الذي قاوم هو ورفاقه مقاومة باسلة أدت إلى انسحاب القوات اليوغسلافية، ثم هوجم يشاري في مقر إقامته في بيرزاك بواسطة قوات الشرطة الصربية في 22 يونيو، 1998 والذين خابوا مرة أخرى بسبب قدوم أصدقاء والده شعبان من الغابات لمساعدته.

## وفاته
في ساعات الفجر الأولى في 5 مارس، 1998 هوجم مقر عائلة يشاري مرة أخرى بقوات أخرى أكبر من الجيش الصربي وقوات الشرطة الصربية التي كانت قد أعدت نفسها جيدا للقضاء عليه حيث شكلت حلقة أخرى من القوات حول بيته لمنع وصول أي نوع من المساعدات له، تشكلت القوات من الشرطة وعربات نقل الجنود المدرعة والمدفعية المجهزة من مصنع الذخيرة القريب وحاصروا العائلة لمدة يومين.
كانت الحصيلة مقتل 58 شخصا من عائلته من ضمنهم 28 طفلا وامراة. الناجي الوحيد كان أحد أبناء أخيه في الحادية العشرة من العمر.

## الإرث
أصبح آدم رمزا لاستقلال كوسوفا حيث لبس العديد قمصانا عليها صورته بعد استقلال كوسوفا في 17 فبراير 2008 ومكتوب عليها باللغة الألبانية «يا عم لقد تحقق».

## معرض صور

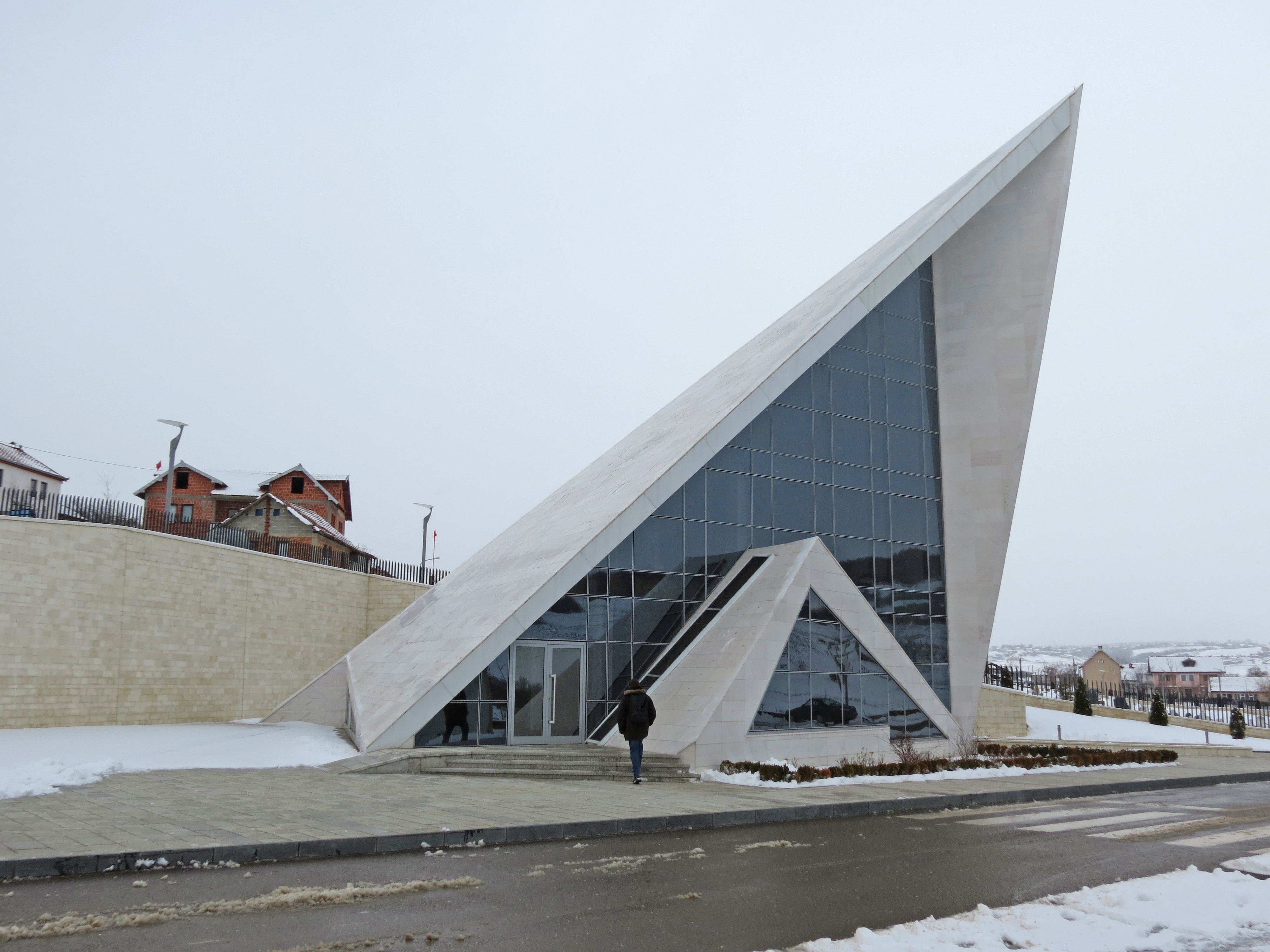
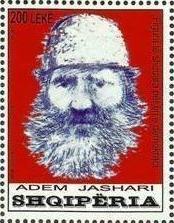